# Никола Мараковић Нина
Никола Мараковић Нина (Костајница, 3. октобар 1912 — Миљевина, код Фоче, 13. јун 1943) био је учесник Народноослободилачке борбе и народни херој Југославије.

## Биографија
Рођен је 3. октобра 1912. у Костајници, код Сиска. Потиче из занатлијске породице, средњег имовинског стања. Основну школу завршио је у родном месту, а гимназију је похађао у Костајници, Глини и Загребу. После завршетка гимназије, уписао је Правни факултет на Загребачком свеучилишту.
За време студија 1933. приступио је студентском револуционарном покрету. Политички је више деловао у родном крају, на Банији, него на факултету. Године 1935. заједно са још десет другова ухапшен је у Костајници. Због недостатка доказа, није осуђен, али је упућен на одслужење војног рока, у Требиње. После повратка из војске, наставио је политички рад по банијским селима. Посебно се ангажовао у раду са студентском омладином. Године 1939. био је један од оснивача Академског клуба „Анте Радић“ у Сиску. Овај клуб био је веома активан међу левичарском омладином, а једна од најзапаженијих активности чланова клуба била је прикупљање и слање помоћи југословенским добровољцима, који су се после завршетка Шпанског грађанског рата, налазили у концентрационим логорима по Француској. Већина чланова клуба, међу којима су се као организатори истицали Фрањо Кнебл и Никола Мараковић, касније су учествовали у Народноослободилачкој борби. У чланство Комунистичке партије Југославије (КПЈ) примљен је 1939. године.
После окупације Краљевине Југославије и стварања усташке Независне Државе Хрватске (НДХ), 1941. илегално је радио у Сиску - организовао је саботаже и диверзије, прикупљао оружје и слао га на Банију и др. Јануара 1942. напустио је Сисак и отишао на ослобођену територију на Банији, где је најпре радио као политички радник. Септебра 1942, када је формирана Седма банијска ударна бригада, постављен је за њеног првог команданта.
Заједно са бригадом учествовао је у многим борбама током Народноослободилачке борбе, а његова бригада се посебно истакла током Четврте и Пете непријатељске офанзиве - када је као заштитница Главне оперативне групе Врховног штаба, водила тешке борбе за заштиту Централне болнице НОВЈ. У боби код Прозора, марта 1943, борци његове бригаде водили су непрекидне једанаестодневне борбе, за заштиту рањеника. Маја 1943, када су уведени први официрски чинови у НОВЈ, добио је чин пуковника. 
Погинуо је 13. јуна 1943. код села Миљевина, у току Битке на Сутјесци.
Одлуком Врховног штаба НОВ и ПОЈ, 6. јула 1943, проглашен је за народног хероја, међу првим борцима НОВ и ПОЈ, заједно са Савом Ковачевићем. У „Билтену Врховног штаба“ бр 29-31 о проглашењу Николе Мараковића за народног хероја пише:
| „ | На основу рјешења Врховног штаба НОВ и ПОЈ даје се назив народног хероја другу Николи Мараковићу-Нини, команданту банијске бригаде, који је погинуо јуначком смрћу код Миљевине, јуна мјесеца 1943, за вријеме пробијања непријатељске блокаде. Друг Нина-Никола Мараковић истакао се у многим бојевима својом храброшћу и смјелим руковођењем своје бригаде, дајући све своје снаге и свој живот за слободу свога народа. Слава јуначком сину Баније, другу Нини-Николи Мараковићу! | ” |